# Tomografía de haz electrónico ultrarrápida
La tomografía de haz electrónico ultrarrápida (en inglés Electron beam tomography o EBT), en que el haz de rayos X se mueve en círculo alrededor del cuerpo, como en la tomografía axial computarizada, o TAC salvo que sus rayos X se desvían por  un mecanismo electrónico en lugar de movimiento mecánico. 
Esto permite a los médicos tener vistas diferentes y rápidas de órganos o estructuras en movimiento como el corazón para  proporciona muchos más detalles dinámicos. Las informaciones procedentes de la absorción o la reflexión, los rayos X son enviados a una computadora que interpreta los datos que se presenta en forma bidimensional o tridimensional.
En algunos casos se utiliza esa tecnología para diagnosticar cardiopatías, porque se puede tomar varias imágenes del corazón, arterias y/o pulmones durante el tiempo de un solo ciclo o durante unas secuencias.